# Plattdubbelfotingar
Plattdubbelfotingar (Polydesmidae) är en familj av mångfotingar. Plattdubbelfotingar ingår i ordningen banddubbelfotingar, klassen dubbelfotingar, fylumet leddjur och riket djur. Enligt Catalogue of Life omfattar familjen Polydesmidae 459 arter. 

## Bildgalleri

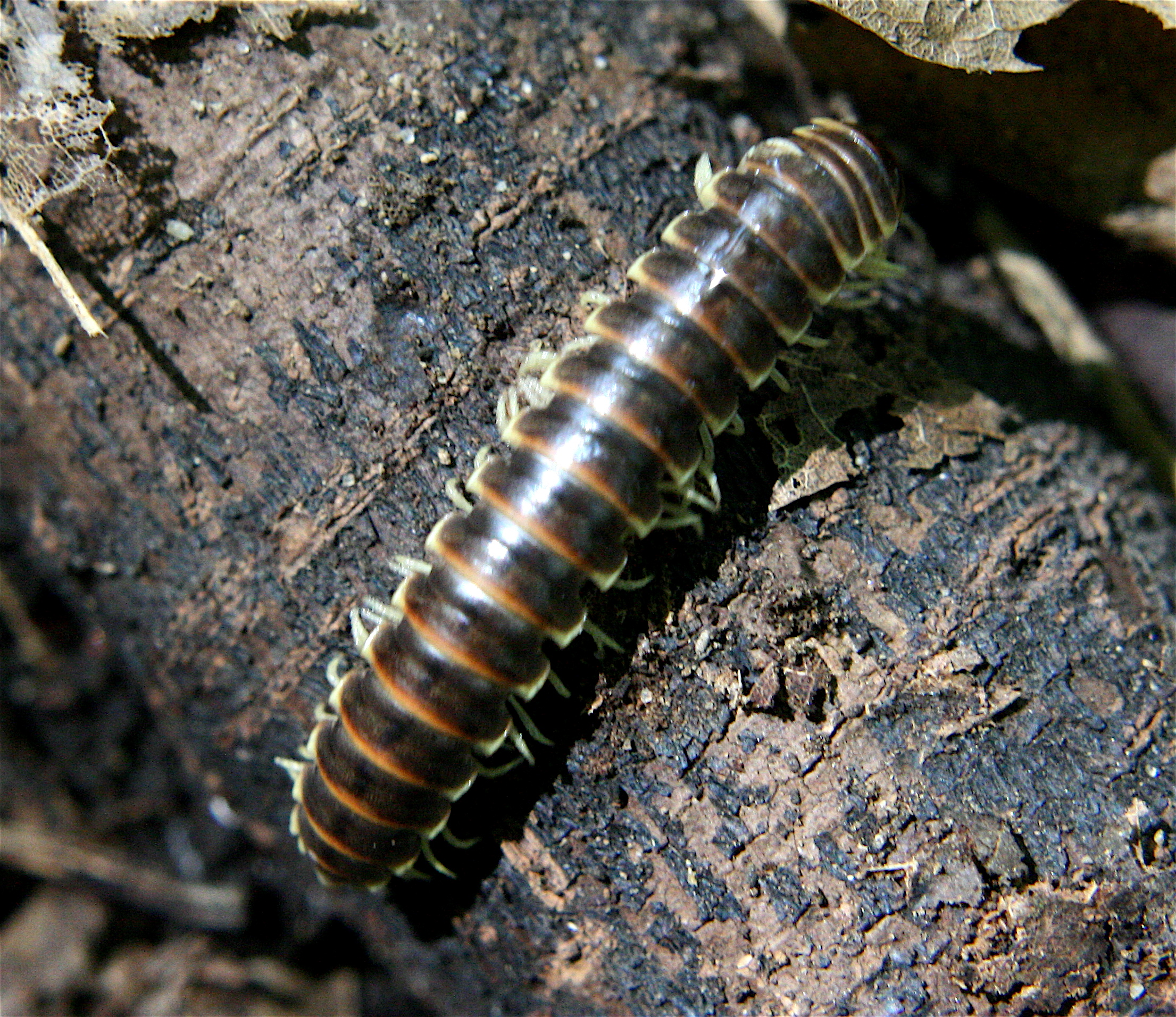

## Dottertaxa till plattdubbelfotingar, i alfabetisk ordning[1][2]
- Alpertia
- Archipolydesmus
- Bhutanodesmus
- Bidentogon
- Brachydesmus
- Brembosoma
- Calianotus
- Cookia
- Cretodesmus
- Epanerchodus
- Eumastigonodesmus
- Galliocookia
- Haplocookia
- Himalodesmus
- Jaxartes
- Lophobrachydesmus
- Mastigonodesmus
- Nipponesmus
- Pacidesmus
- Peltogonopus
- Polydesmus
- Prionomatis
- Propolydesmus
- Pseudomastuchus
- Pseudopolydesmus
- Sardodesmus
- Schedoleiodesmus
- Schizoturanius
- Scytonotus
- Serradium
- Speodesmus
- Tolosanius
- Trachynotus
- Turanodesmus
- Uniramidesmus
- Usbekodesmus
- Utadesmus